# Бондаренко Григорій Антонович
Григо́рій Анто́нович (Августович) Бондаре́нко (нар. 12 лютого 1892, Новогеоргіївськ — пом. 31 січня 1969, Харків) — український радянський художник і педагог; член Харківської організації Спілки радянських художників України з 1938 року.

## Життєпис
Народився 31 січня [12 лютого] 1892 року в місті Новогеоргіївську Херсонської губернії Російської імперії (нині затоплене водами Кременчуцького водосховища) в сім'ї робітника. Протягом 1909—1911 років навчався у Віленській художній школі; у 1911—1915 роках — в Одеському художньому училищі, у майстерні Киріака Костанді. Упродовж 1915—1917 років навчався у Петербурзькій академії мистецтв, де його викладачами були зокрема Гуго Залеман, Іван Творожников.
У 1920—1923 роках працював у Харківській майстерні Українського відділення РОСТА і розписував разом з Василем Єрмиловим Вощенківські казарми, а також разом з Анатолієм Волненком та Олександром Хвостенко-Хвостовим видавав агітаційні «Вікна сатири». Упродовж 1923—1927 років навчався у Вищому державному художньо-технічному інституті в Ленінграді у Кузьми Петрова-Водкіна, Володимира Конашевича.
Протягом 1927—1941 років працював дизайнером та ілюстратором художніх видань для дітей у Харкові, Одесі, Києві. Під час німецько-радянської війни працював у Чувашії та Башкирії.
У 1945—1969 роках викладав: з 1948 року — професор Харківського художнього інституту; з 1963 року — Харківського художньо-промислового інституту. Серед учнів: Валентин Тараненко, Олександр Тарасенко, Антоніна Ткачова, Анатолій Базилевич. Помер у Харкові 31 січня 1969 року.

## Творчість
Малював для журналів Харкова і Києва: «Червоний Перець» (1922), «Тук-тук» (1929), «Жовтень» (1934—1936). Автор ілюстрацій до творів:
- «Муму» Івана Тургенєва (Харків; Одеса, 1934);
- «Пошта» Самуїла Маршака (Харків, 1935);
- «Лист товаришу Ворошилову» Лева Квітка (Харків, 1935; 1937);
- «Два Мишуки» Г. Бондаренка (Харків, 1940);
- «Вишеньки»  Лесі Українки (Харків, 1947);
- «Бородіно» Михайла Лєрмонтова (Харків, 1948).

Працював у галузі станкової графіки, створював жанрові композиції, пейзажі, переважно у техніці літографії. Серед робіт:
- «Харків. Пам'ятник Тарасу Шевченку» (1936);
- «Олександр Пушкін серед циган» (1937);
- «Похорон Вакуленчука» (1940, літографія);
- «1918 рік. Партизани» (1948, літографія);
- «Малий Іван Франко слухає народні мелодії» (1956);
- «Харків. Вулиця Університетська» (1960);

на Шевченківську тему
- «Тарас Шевченко в Орській фортеці» (1939, літографія; Національний художній музей України);
- «Тарас Шевченко серед селян» (1939, літографія; Національний музей Тараса Шевченка);
- «Тарас Шевченко у Енгельгардта» (1961, літографія; Національний музей Тараса Шевченка);
- «Маленький Тарас слухає оповідання діда» (1961, літографія; Національний музей Тараса Шевченка);
- «Тарас Шевченко і його земляк  А. Обеременко» (1961, літографія; Національний музей Тараса Шевченка);
- «Малий Тарас слухає свого діда Якима» (1964, кольорова літографія);

індустріальні пейзажі і композиції
- серія «Донбас» (1945—1947, кольорові літографії);
- «Вирубка металу» (1947);
- «Краматорськ. Діюча домна» (1947, папір, вугілля; Національний художній музей України)[1];
- «Каховка» (1953);
- «Ливарний двір» (1957);
- «Чищення ковша» (1957);
- «На металургійному заводі» (1957);

пейзажі
- «Ріка Тясмин» (1944);
- «Рідні місця» (1944);
- «Весна» (1944);
- «На Дніпрі» (1947);
- «Полудень. Дніпро» (1948);

Брав участь у республіканських і всесоюзних художніх виставках з 1924 року. Персональні виставки відбулися у Харкові у 1962 і 1974 роках. 